# Jacques Attali
Jacques Attali (ur. 1 listopada 1943 w Algierze) – francuski ekonomista i wykładowca akademicki, doradca prezydenta Francji François Mitterranda.

## Pochodzenie i wykształcenie
Urodził się w Algierii Francuskiej, w rodzinie sefardyjskich Żydów wraz z bratem bliźniakiem Bernardem. Jego ojciec, Simon Attali, jest samoukiem i odnosił sukcesy w branży perfumeryjnej oraz biżuteryjnej w Algierze. W 1956 roku, dwa lata po wybuchu wojny algierskiej (1954–1962), ojciec postanawił zamieszkać z rodziną przy ulicy Rue de la Pompe w Paryżu (Jacques miał 13 lat). Bliźniacy Jacques i Bernard uczęszczali do liceum Janson-de-Sailly, w 16. dzielnicy Paryża, gdzie spotkali Jean-Louisa Bianco oraz Laurenta Fabiusa. W 1966 roku Jacques ukończył studia w École polytechnique jako prymus. Jest członkiem korpusu inżynierów górnictwa, uzyskał stopień doktora habilitowanego nauk ekonomicznych, ukończył Institut d’études politiques (pol. Instytut Nauk Politycznych) w Paryżu, a w 1970 roku także École nationale d’administration (ENA) z trzecim wynikiem na roku (rocznik Robespierre’a z Philippe’em Séguinem oraz Louisem Schweitzerem).
W 1968 roku odbył staż w ramach studiów w ENA w departamencie Nièvre, pod dyrekcją przyszłego prefekta policji w Paryżu – Pierre’a Verbrugghe’a. Przy tej okazji po raz pierwszy spotkał François Mitterranda.

## Kariera polityczna
W 1970 roku został audytorem w Radzie Stanu. W 1972 roku wydał swoje dwie pierwsze książki: Analyse économique de la vie politique oraz Modèles politiques (pol. Modele polityczne), za którą otrzymał nagrodę Akademii Nauk. Został wykładowcą ekonomii na Université Paris-Dauphine, w École Polytechnique oraz w École des ponts et chaussées. W 1979 roku, uczestniczył w założeniu międzynarodowej organizacji pozarządowej Action Internationale Contre la Faim, znanej dziś pod nazwą Action Internationale Contre la Faim.
Jego bliska współpraca z François Mitterrandem rozpoczęła się w grudniu 1973 roku. W 1981 roku ten ostatni po tym, jak został wybrany na prezydenta Republiki Francuskiej, mianował go specjalnym doradcą w Pałacu Elizejskim. Od tej pory Jacques Attali każdego wieczoru sporządzał dla prezydenta notatki na temat ekonomii, kultury, polityki lub ostatniej książki, którą przeczytał lub przejrzał. Prezydent powierzał mu również rolę „szerpy” (osobistego przedstawiciela szefa państwa) na szczytach G7. W 1984 roku tworzył europejski program „rozwoju nowych technologii” Eurêka. W 1989 roku był twórcą międzynarodowego programu walki z katastrofalnymi powodziami w Bangladeszu.

## Kariera finansowa
W kwietniu 1991 roku został pierwszym prezesem Europejskiego Banku Odbudowy i Rozwoju. W 1993 roku ustąpił wskutek skandalu po ujawnieniu informacji, że EBOiR wydał więcej pieniędzy na własne potrzeby (m.in. ponad 100 mln dolarów na wyposażenie londyńskiej siedziby banku) niż na pomoc dla krajów Europy Środkowej i Europy Wschodniej oraz byłego ZSRR, która jest głównym zadaniem Banku.

## Inne
Jego pasją jest muzyka; gra na pianinie. Pisał teksty piosenek dla Barbary. Prezes organizacji non profit PlanetFinance.
Autor ponad trzydziestu książek. W Polsce ukazały się m.in.:
- Słownik XXI wieku (Wydawnictwo Dolnośląskie, 2002)
- Żydzi, świat, pieniądze (Wydawnictwo Cyklady, 2003, ISBN 83-86859-80-6)
- Pascal, seria Biografie Sławnych Ludzi (Państwowy Instytut Wydawniczy, 2004, ISBN 83-06-02935-6)
- Krótka historia przyszłości (Prószyński i S-ka, 2008, ISBN 978-83-7469-743-9)
- Zachód – 10 lat przed totalnym bankructwem? (Studio Emka, 2010, ISBN 978-83-60652-85-5)

Publikacje w języku angielskim:
- Cannibalism and Civilization: Life and Death in the History of Medicine (1984)
- Noise: The Political Economy of Music (1985), tłum. Brian Massumi, z przedmową Frederica Jamesona i posłowiem Susan McClary. ISBN 0-8166-1287-0.
- A man of influence: The extraordinary career of S.G. Warburg (1987)
- Millennium: Winners and Losers in the Coming Order (1992)
- Labyrinth in Culture and Society: Pathways to Wisdom (1999), tłum. Joseph Rowe